# Elegia rigida
Elegia rigida är en gräsväxtart som beskrevs av Maxwell Tylden Masters. Elegia rigida ingår i släktet Elegia och familjen Restionaceae. Inga underarter finns listade i Catalogue of Life.